# Leulinghem
Leulinghem (Nederlands: Loningem) is een gemeente in het Franse departement Pas-de-Calais (regio Hauts-de-France) en telt 219 inwoners (1999). De plaats maakt deel uit van het arrondissement Sint-Omaars.

## Naam
De plaatsnaam heeft een Oudnederlandse herkomst. De oudste vermelding is uit de periode 844-864 als Loningahem. Het betreft een samenstelling, waarbij het eerste element een afleiding is van een persoonsnaam + het afstammingsuffix -ing +  -heem (woonplaats, woongebied, dorp, buurtschap). De betekenis van de plaatsnaam is dan: 'woning, woonplaats van de lieden van X'. De huidige Franstalige plaatsnaam is hiervan een fonetische nabootsing.
De spelling van de naam van het dorp heeft door de eeuwen heen gevarieerd. Chronologisch heette het achtereenvolgens: Loningahem (844-64), Lœuelingehen (1157), Lulinghem (1179), Lolinghem (1223), Lugginghem (1286), Lilinghem (1287), Lueninghem (1300), Luninguehem (1330), Luelinghem (1342), Lullenghem, Loninghem (1400), Leulinguehem (1412), Leulinghem-lez-Quelmes (1433), Lullinghem (1458), Loeulinghem (1559), Luelinghem-lès-Estrehem (1720), Leulinghem lez Etrehem (1793), Leulinghen (1801) Hierna kreeg en behield het zijn huidige naam en spellingswijze.

## Geografie
De oppervlakte van Leulinghem bedraagt 4,7 km², de bevolkingsdichtheid is 46,6 inwoners per km².
De onderstaande kaart toont de ligging van Leulinghem met de belangrijkste infrastructuur en aangrenzende gemeenten.

## Demografie
Onderstaande figuur toont het verloop van het inwonertal (bron: INSEE-tellingen).